# Maria im Fels

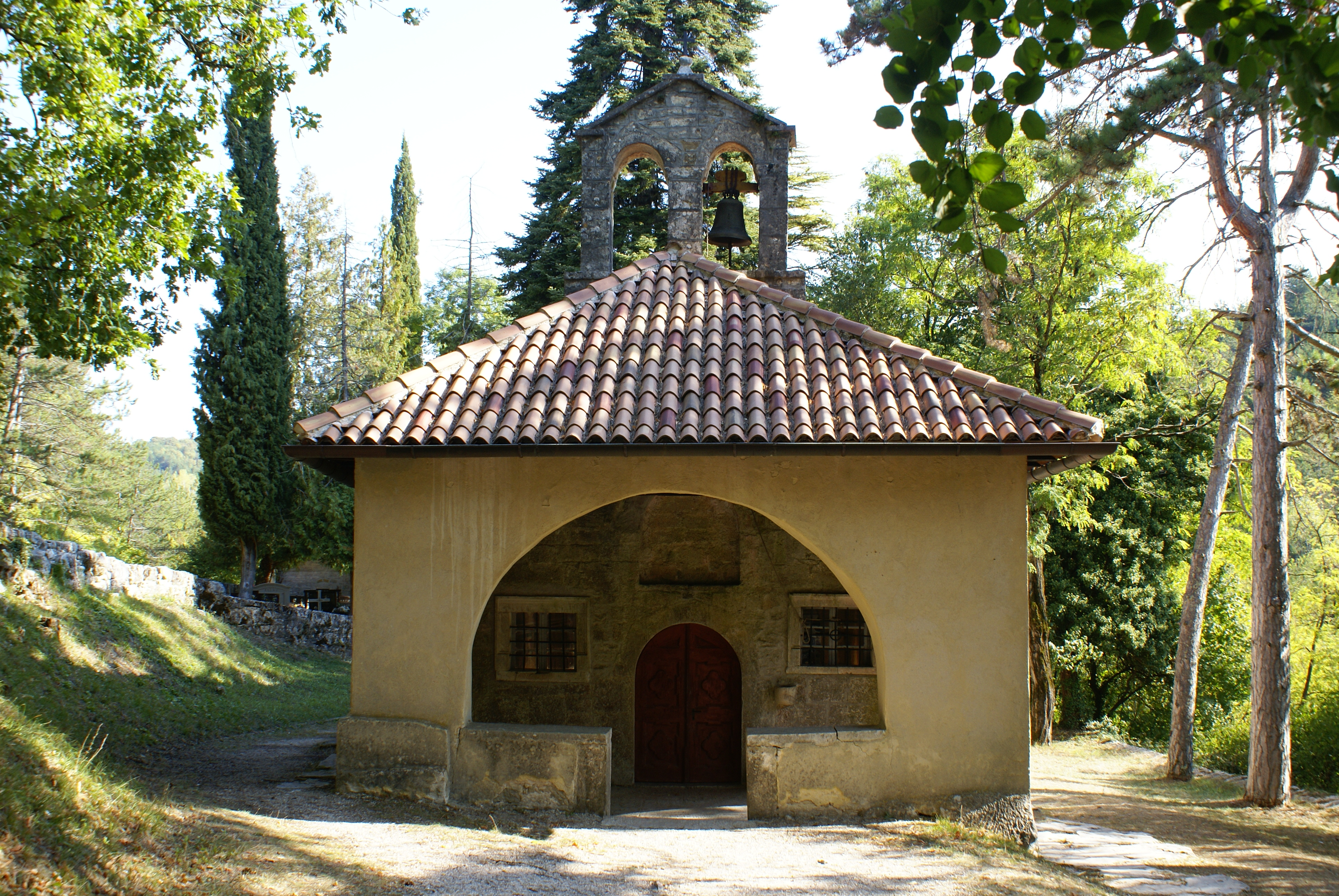
Kirche Maria im Fels auf dem Friedhof von Beram

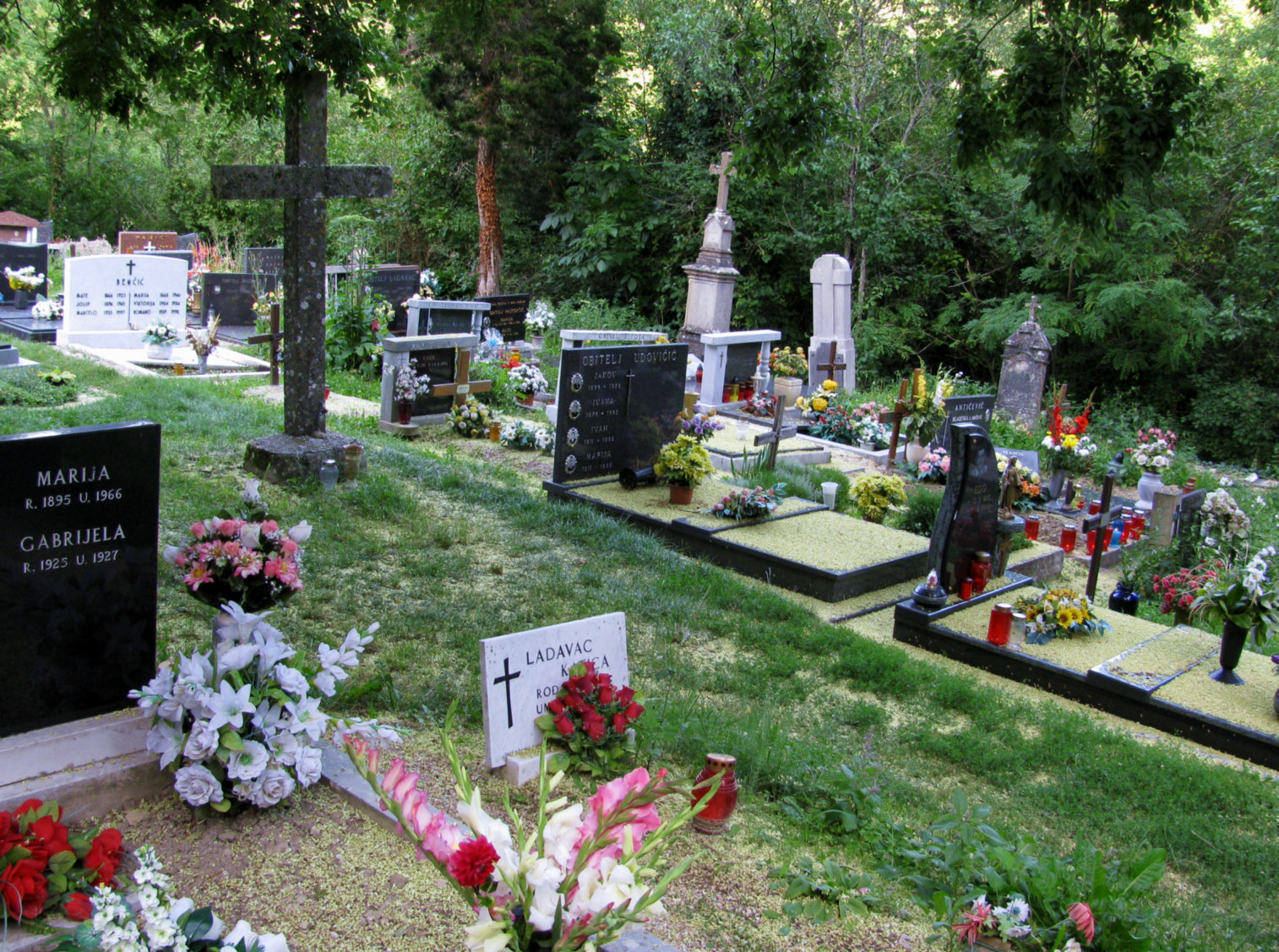
Friedhof

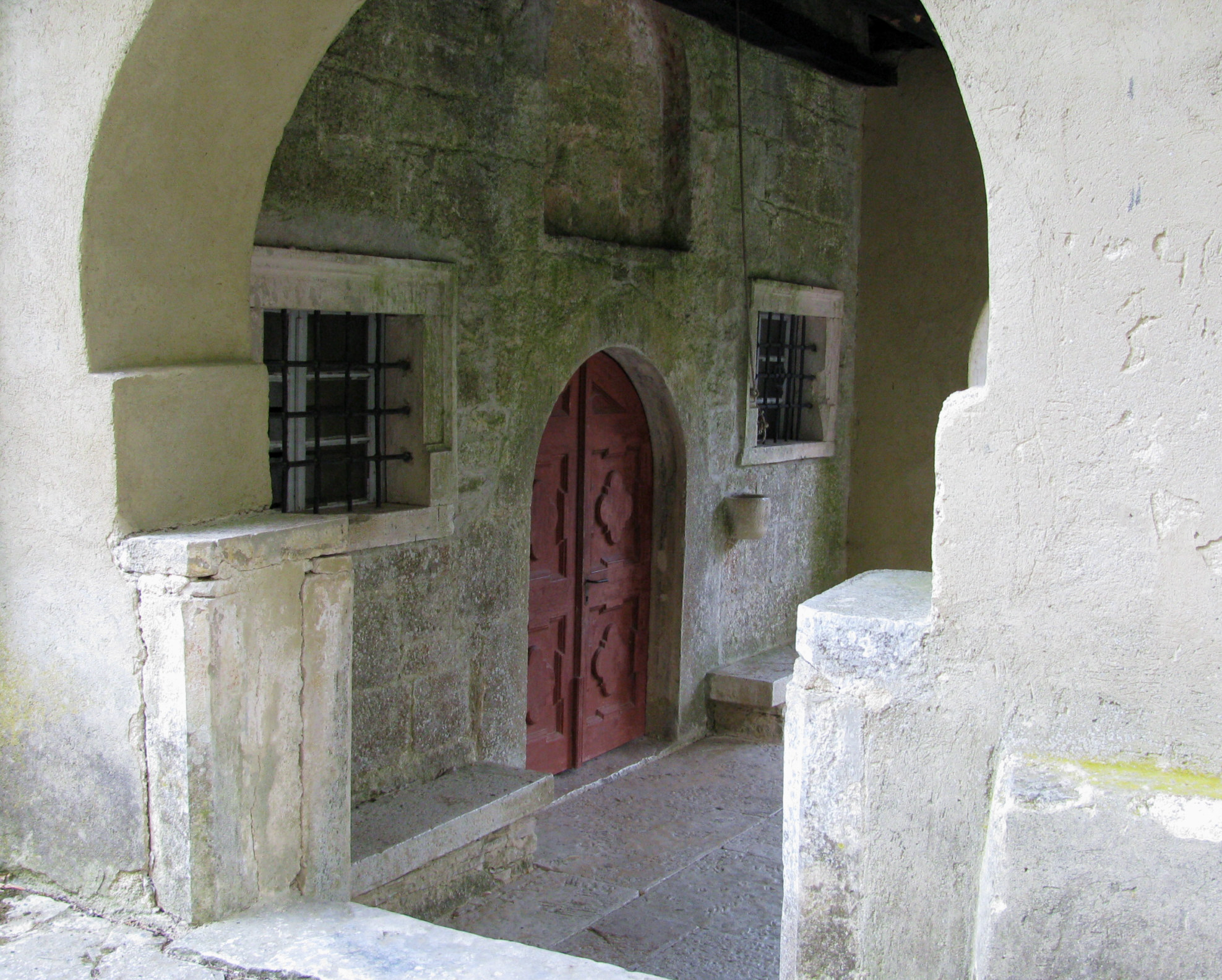
Eingangsportal

Die Wallfahrtskirche Maria im Fels oder Heilige Maria auf den Steintafeln (Sveta Marija na Škriljinah) ist ein Bauwerk des 13. Jahrhunderts in der Nähe der kroatischen Ortschaft Beram. Kunsthistorisch bedeutsam sind seine 46 gotischen Fresken aus dem Jahr 1474 von Vincent aus Kastav.
Die Kirche befindet sich etwa einen Kilometer nordöstlich von Beram entfernt auf dem Friedhof des Ortes. Sie ist nach den Felsschichten benannt, auf denen sie erbaut wurde. Bis zu einem Umbau war auch das Dach mit Steinplatten gedeckt.

## Geschichte
Um das Jahr 1000 befand sich an diesem Ort eine Benediktinerabtei. Es gibt keinen historischen Hinweis darauf, wann das Kloster verlassen wurde. Man nimmt an, dass es zwischen dem 12. und 13. Jahrhundert aufgegeben wurde, als die Benediktiner weitgehend aus diesem Gebiet verschwunden waren. Die Kirche Maria im Fels wurde im 13. Jahrhundert errichtet. Im Jahr 1474 malte Vincent aus Kastav die Fresken an die Innenwände des Gebäudes.
Bei Baumaßnahmen im 18. Jahrhundert erhielt die Kirche unter anderem den Portikus. Dabei wurden einige Malereien an der Westwand entfernt oder beschädigt, weil Durchbrüche für neue Fenster gemacht wurden. Auch das Kreuzrippengewölbe im Altarraum wurde entfernt. In dieser Zeit wurden auch die ebene Kassettendecke angebracht (1707) und damit der Blick auf die Dachkonstruktion verwehrt sowie ein bemaltes Holztabulatum über das Schiff eingefügt. In der Mitte der Kassettendecke ist Mariä Aufnahme in den Himmel dargestellt. Die Fresken an den Wänden wurden im Laufe der Zeit mit Putz bedeckt. Im Jahr 1913 wurden sie wieder freigelegt. Im Vergleich zu Fresken anderer mittelalterlicher Kirchen, die im Barock oder später mit Putz bedeckt worden sind, ist das ein früher Zeitpunkt, da viele derartiger Malereien erst nach dem Zweiten Weltkrieg freigelegt wurden.

## Architektur und Ausstattung

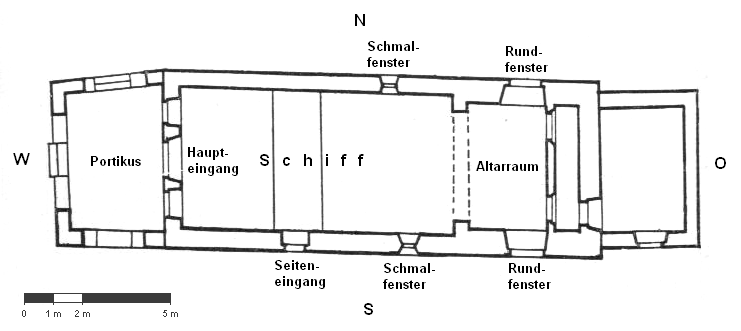
Grundriss der Kirche

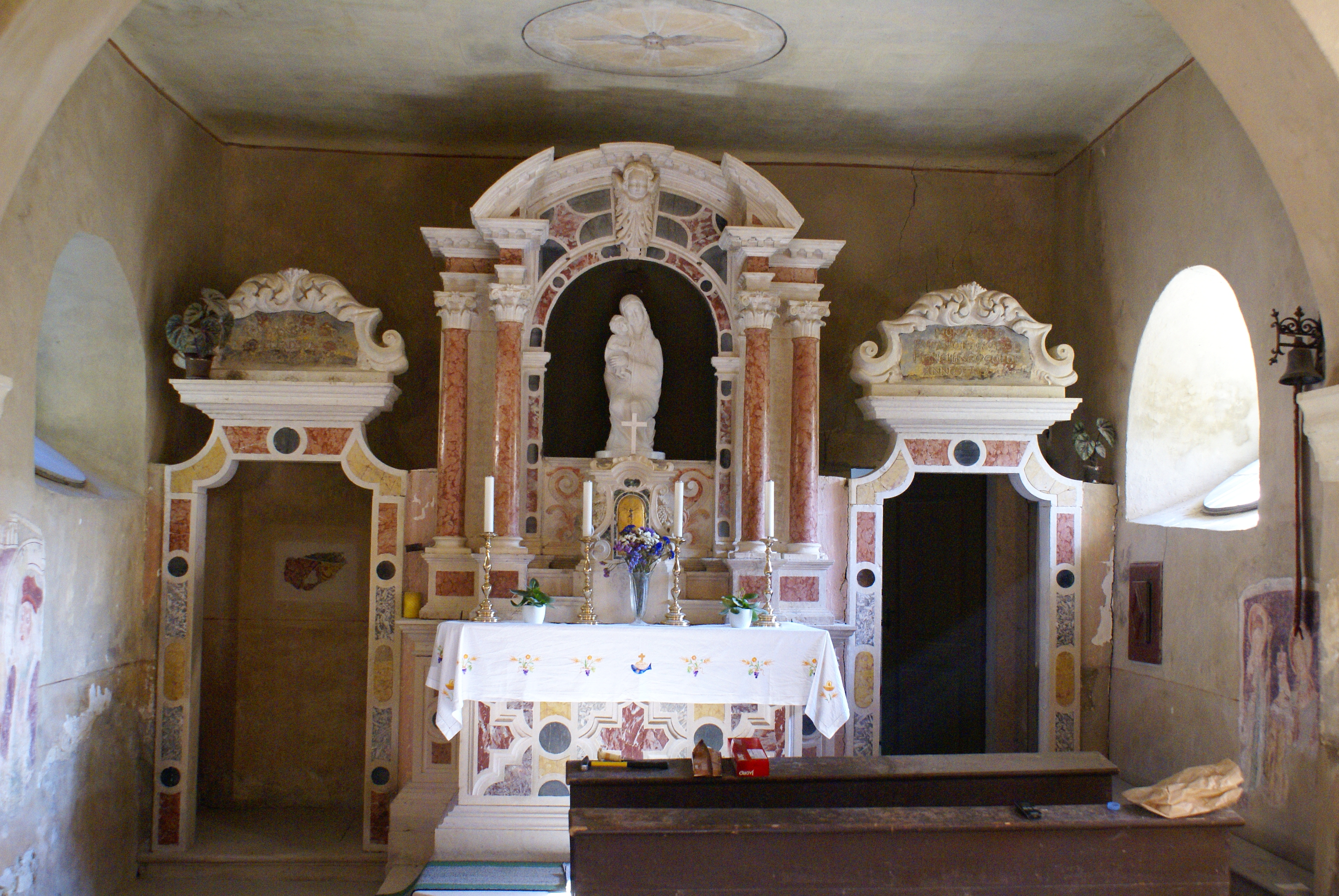
Altar der Kirche

Die Kirche besitzt ein Presbyterium in der Breite des Kirchenschiffs, einen Portikus (Lopica) mit drei Bögen und einen Glockenturm mit doppelbogigem Fenster (Biforienfenster) und einer Glocke. Sie hat einen langgestreckten Grundriss mit einem rechteckigen Schiff. Der Haupteingang auf der Westseite ist durch eine rote Tür abgeschlossen; er besitzt einen halbkreisförmigen Abschluss. Der Seiteneingang wird durch senkrecht gesetzte Monolithe in der Ebene der Wand und darüber horizontal gelagerte Steine gebildet. Beides sind Merkmale der Romanik. Rechts daneben ist ein Weihwasserbecken in die Außenwand eingelassen, das aus einem Stück Kalkstein gefertigt wurde. Über dem Haupteingang gibt es eine halbkreisförmige Nische mit Resten eines Marienbildnisses. An den Seiten sind außer den runden Fenstern an den Wänden der Apsis zwei kleine Fenster eingelassen; weitere Fenster befinden sich in der Westwand links und rechts der Haupttür.
Der Innenraum ist geteilt durch einen Rundbogen, der das Presbyterium, in dem sich ein kleiner Altar befindet, von dem Langhaus abgrenzt. Der Boden ist mit rechteckigen Platten aus Kalkstein ausgelegt. Hinter der Kirche befinden sich die Gräber des Friedhofes, der von einer hohen Mauer aus Kalkstein umsäumt wird.

## Fresken

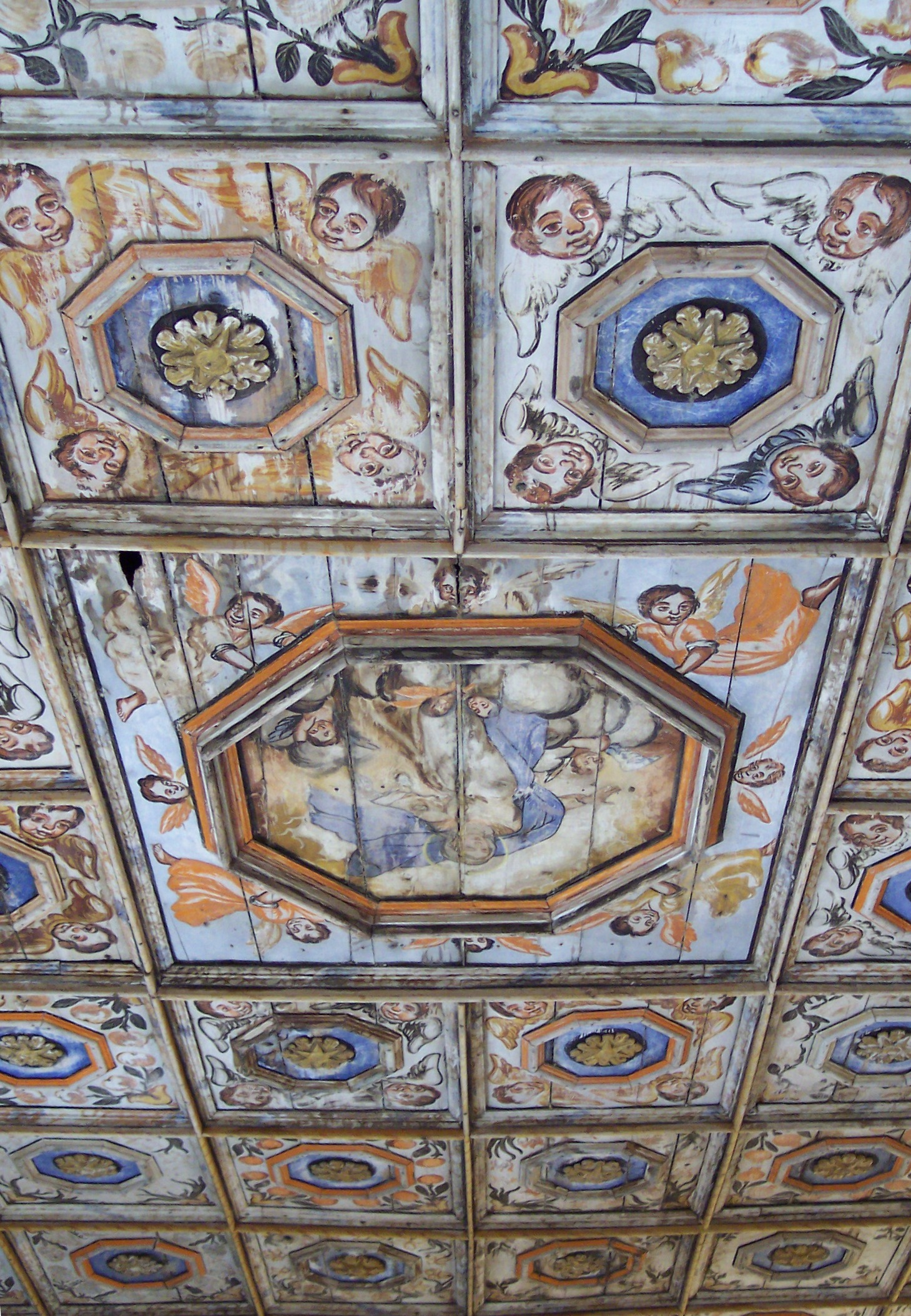
Die bemalte Kassettendecke

Die Kirche ist heute in erster Linie bekannt für ihre 46 gotischen Fresken, darunter auch der Totentanz, der südlich der Alpen außerordentlich selten zu finden ist. Sie umfassen 38 Figurenkompositionen und acht kleine Bilder, darunter drei Pflanzenornamente, Wappen, das Schweißtuch der Veronika, eine Inschrift und Fragmente und bedecken mit einer Fläche von rund 75 Quadratmetern fast die gesamte Wandfläche des Langhauses der Kirche und kleine Flächen des Chorraums, dessen Wände ursprünglich auch vollständig bemalt waren.
Die Wandgemälde zählen zu den bedeutendsten Malereien mittelalterlicher Kunst in Istrien und gelten als eines der bekanntesten Kulturdenkmäler der Gespanschaft. Sie wurden in zahlreichen Fachpublikationen behandelt, zuerst von France Stelè im Jahr 1923. Außergewöhnlich sind die Fresken vor allem durch die besonders große Lebensnähe und die starke Ausprägung des gotischen Idealismus.
Nach einer Inschrift oberhalb der südlichen Seitentür wurden die Fresken im Jahr 1474 von Vincent de Kastav (italienisch Vincezo da Castua, deutsch Vincent aus Kastav) gemalt. Er ist vermutlich der Vater von Ivan de Kastav (italienisch Giovanni da Castua, deutsch Johannes aus Kastav), der 1490 die Dreifaltigkeitskirche im slowenischen Hrastovlje gestaltet hat.

### Themen
An der Süd- und Nordwand der Kirche befindet sich ein Freskenzyklus mit Szenen aus dem Leben Marias und Jesu Christi, verbunden mit eingestreuten Darstellungen verschiedener Heiliger und Gestalten aus dem Alten Testament. Die Westwand ist mit symbolisch-allegorischen Fresken zur Thematik des Todes versehen. Auf allen drei Wänden sind die Fresken in zwei Reihen übereinander angeordnet.

#### Südseite
Der Zyklus beginnt im Langhaus vorne rechts an der Südwand. In der oberen Reihe sehen wir von links nach rechts: Mariä Geburt, Mariä Tempelgang (Maria wird im Tempel geweiht), Mariä Verlobung, Mariä Verkündigung, Mariä Heimsuchung, Geburt Christi mit der Verkündigung an die Hirten rechts oben sowie Darbringung Jesu im Tempel (Jesu wird im Tempel geweiht). In der unteren Reihe setzen sich von rechts nach links fort: Bethlehemitischer Kindermord, Flucht nach Ägypten, der heilige Sebastian, der Erzengel Michael als Seelenwäger, der zwölfjährige Jesus im Tempel, die Taufe Jesu im Jordan sowie der heilige Florian und der heilige Johannes (Evangelist). In der Fensterlaibung sind oben König David und ein Prophet dargestellt sowie unten die Heiligen Ursula und Katharina. Die chronologische Reihenfolge ist nicht ganz korrekt, denn die Flucht nach Ägypten müsste vor dem Kindermord angeordnet sein.

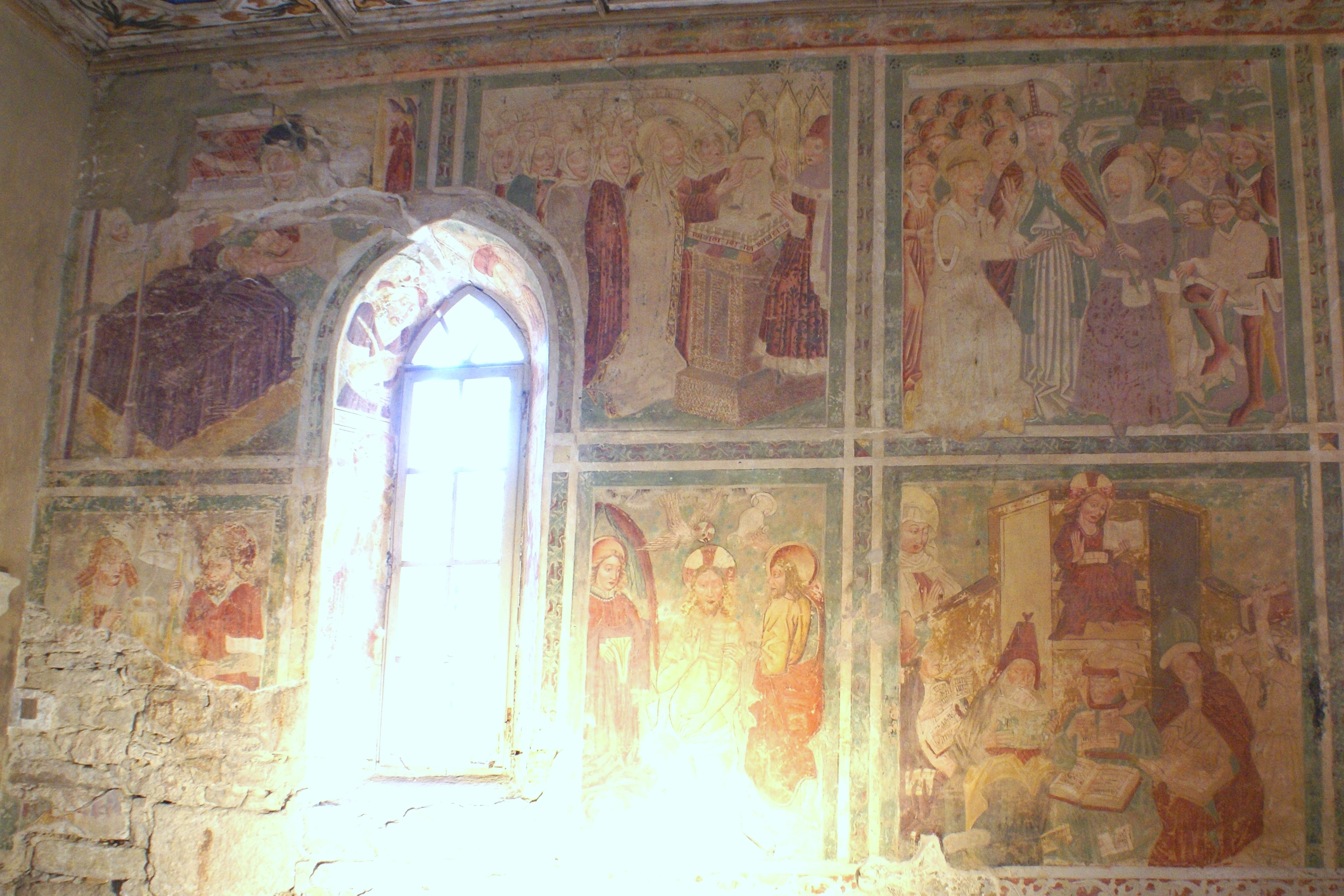
oben v. l. n. r.: Mariä Geburt, Mariä Tempelgang, Mariä Verlobung unten v. l. n. r.: Der heilige Johannes (Evangelist) und der heilige Florian, Jesu Taufe im Jordan, der zwölfjährige Jesus im Tempel
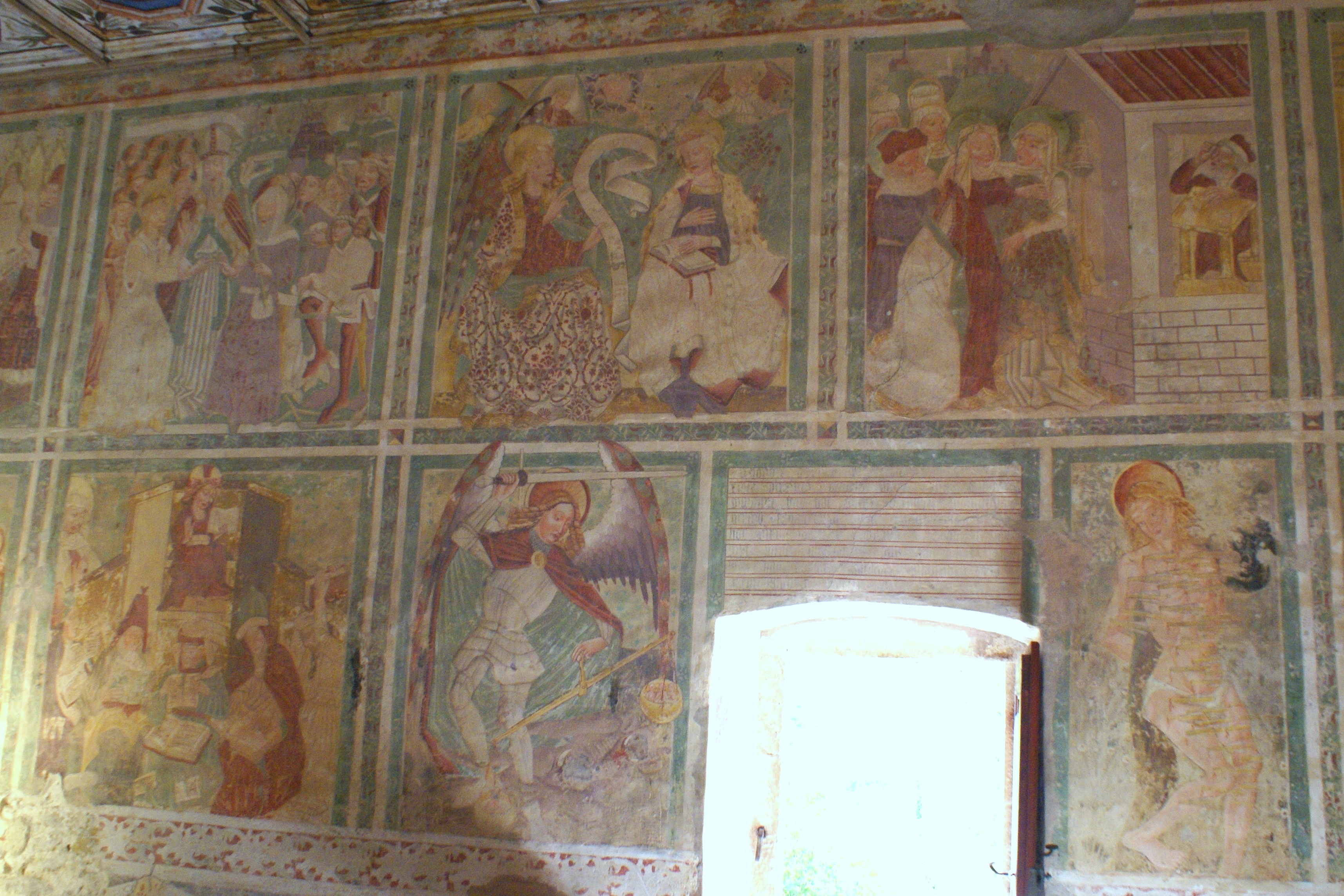
oben v. l. n. r.: Mariä Verlobung, Mariä Verkündigung, Mariä Heimsuchung unten v. l. n. r.: Der zwölfjährige Jesus im Tempel, der heilige Michael, der heilige Sebastian
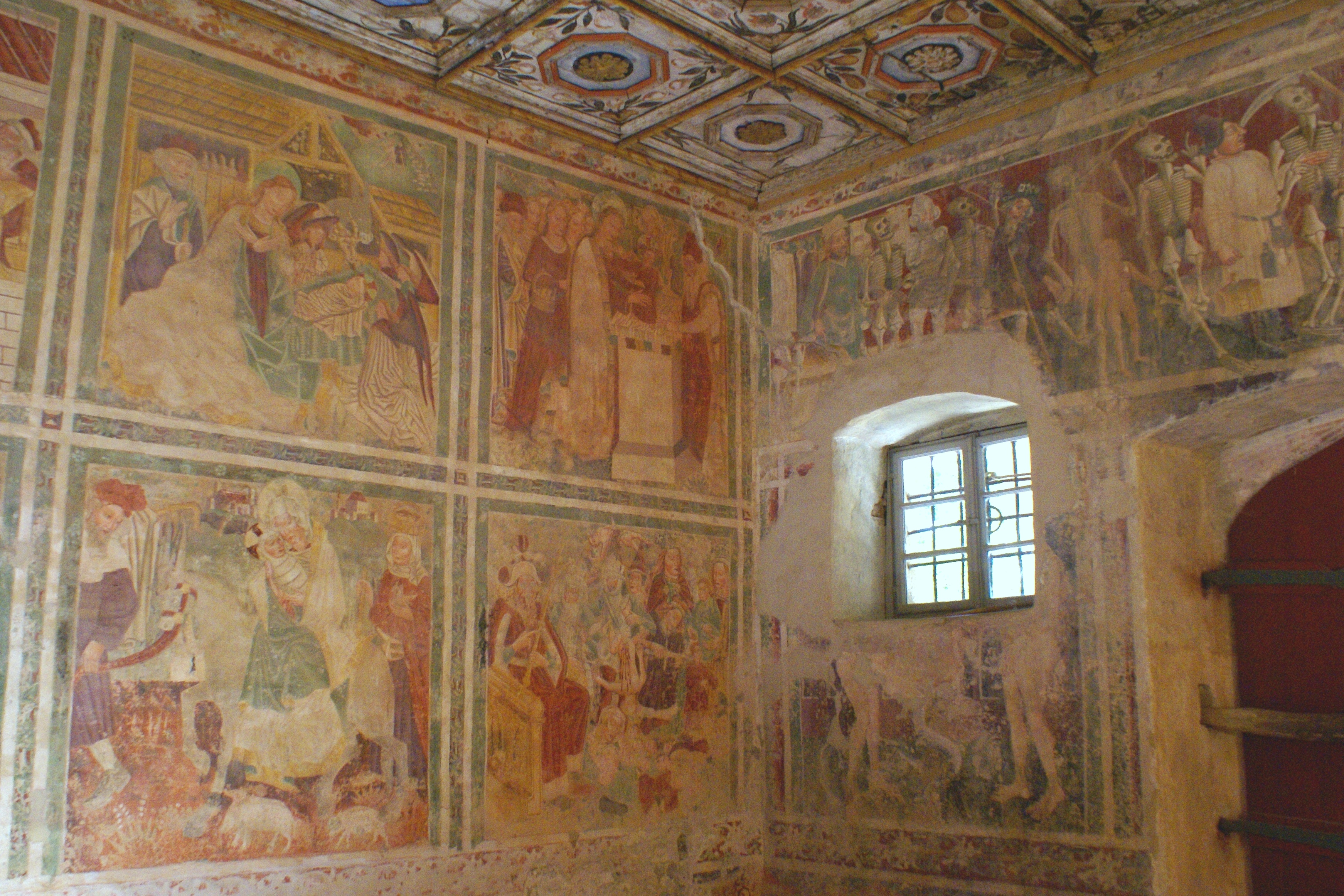
oben v. l. n. r.: Geburt Christi sowie Darbringung Jesu im Tempel unten v. l. n. r.: Flucht nach Ägypten, Kindermord

#### Nordseite
An der Nordwand sind die Szenen der oberen Reihe auch nicht chronologisch weitergeführt. Von links nach rechts gibt es nur zwei Bilder, da sich das erste über eine Länge von acht Metern erstreckt und damit eine Breite von sechs Feldern einnimmt. Es handelt sich um die Anbetung der Könige, die auf das Bild von Christi Geburt folgen müsste. Nächste Szene ist Das letzte Abendmahl, das eigentlich nach Jesu Einzug in Jerusalem seinen Platz hätte. Im Vordergrund dieses Freskos wird dargestellt, wie Christus seinen Jüngern die Füße wäscht. Die untere Reihe zeigt wieder eine korrekte zeitliche Abfolge im Leben Jesu, von links nach rechts sind dargestellt: Versuchung Jesu in der Wüste, die heilige Apollonia, der heilige Leonhard, die heilige Barbara, der heilige Martin, der heilige Georg, Einzug Jesu in Jerusalem, Gebet auf dem Ölberg und die Gefangennahme Jesu, bei der auch gezeigt wird, wie Petrus mit einem Schwert dem Malchus ein Ohr abschlägt. In der Laibung des Fensters finden wir die vier lateinischen Kirchenväter, links oben Gregor den Großen, ihm gegenüber Hieronymus, darunter links Augustinus und rechts Ambrosius.
Das Leben Jesu war ursprünglich mit seinem Leiden und seinem Triumph auf den Wänden der Apsis fortgesetzt worden. Übrig geblieben sind auf der Nordseite der Apsis der Heilige Stephan und die Propheten Mose, Elija und Daniel und auf der Südseite zwei Heilige. Im Gewölbe befanden sich wahrscheinlich die Symbole der vier Evangelisten und Engel.

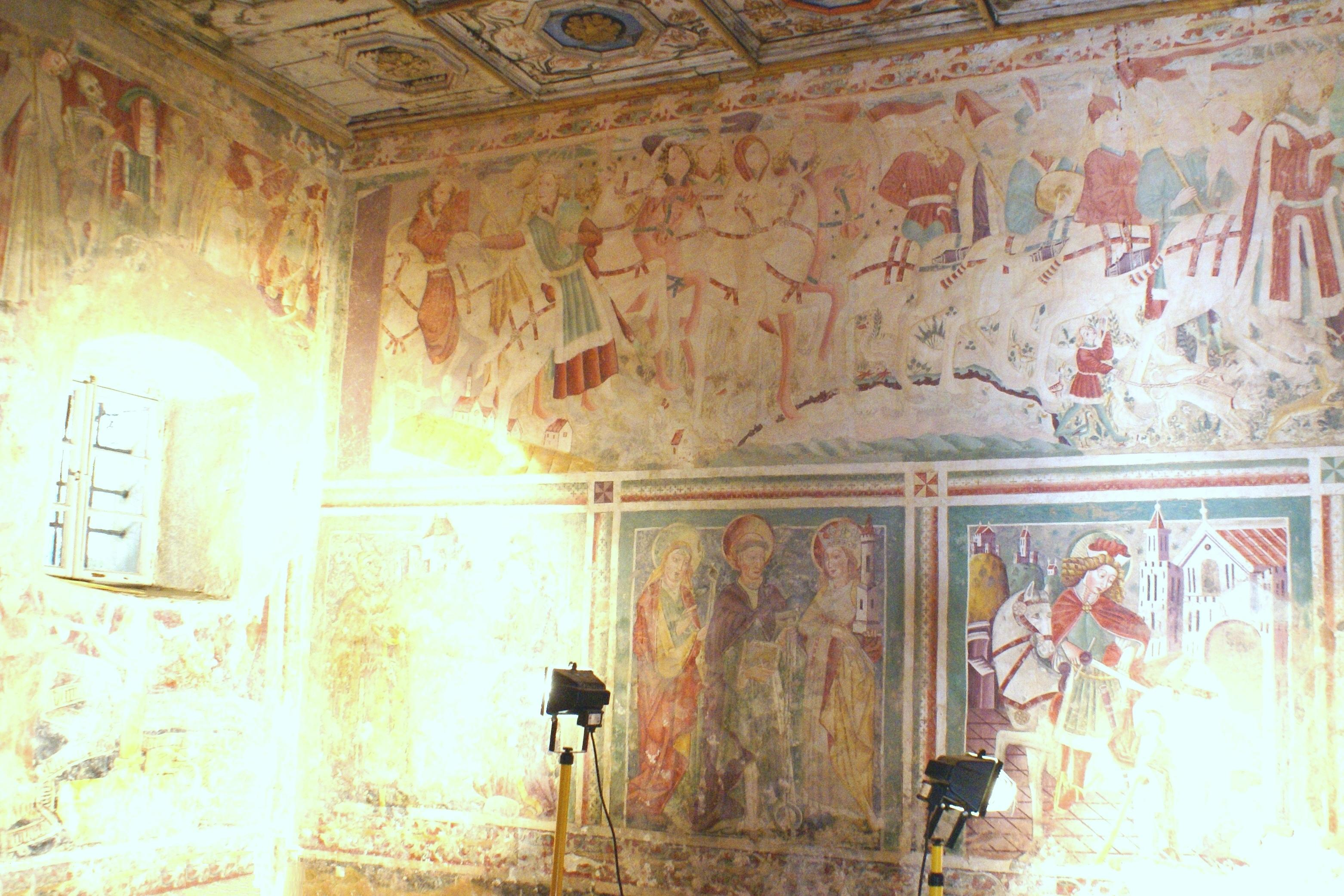
oben: Anbetung der Könige unten v. l. n. r.: Versuchung in der Wüste, Apollonia, Leonhard, Barbara, der heilige Martin
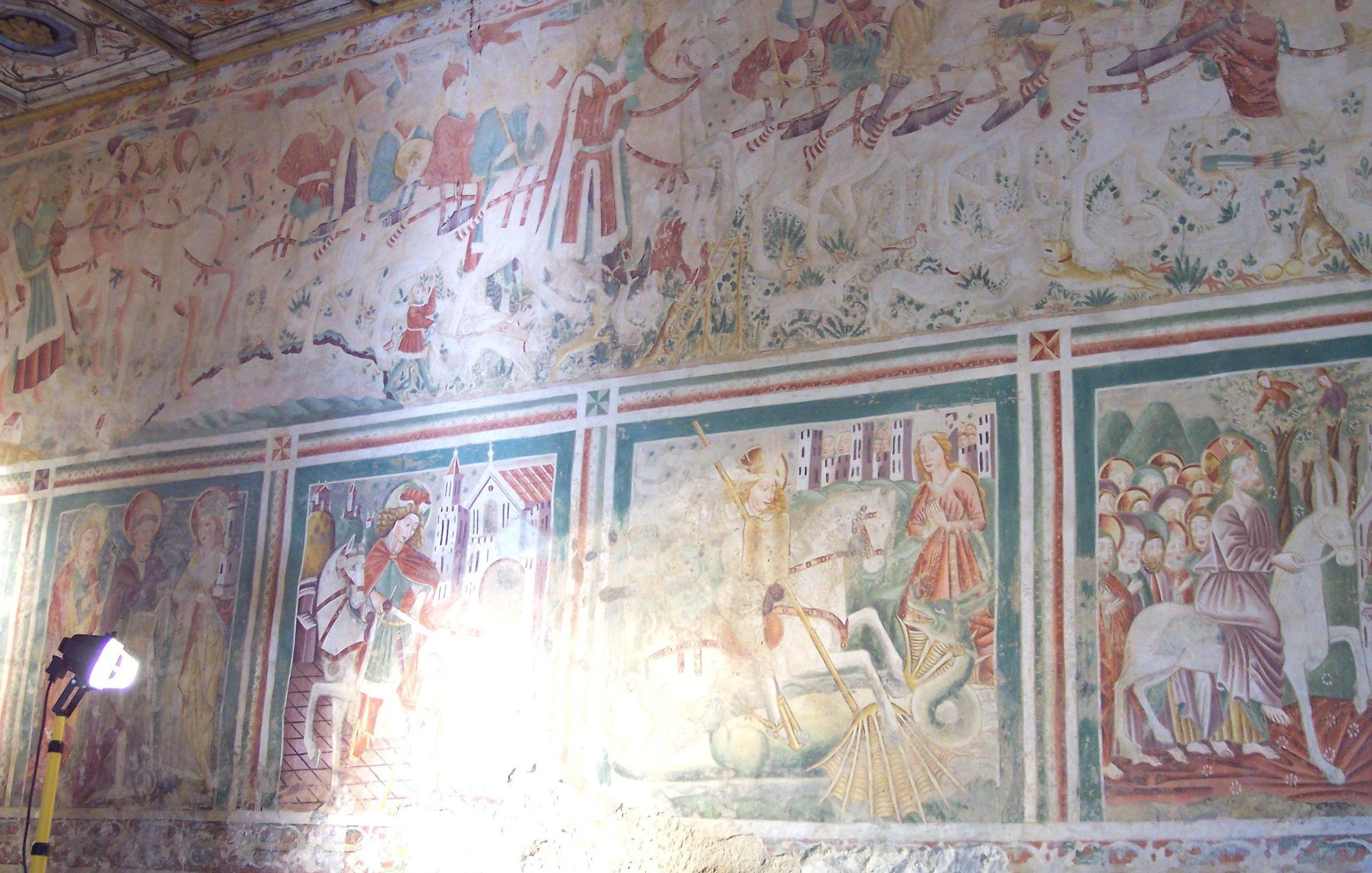
oben: Anbetung der Könige (Forts.) unten v. l. n. r.: Apollonia, Leonhard, Barbara, der heilige Martin, der heilige Georg, Einzug in Jerusalem
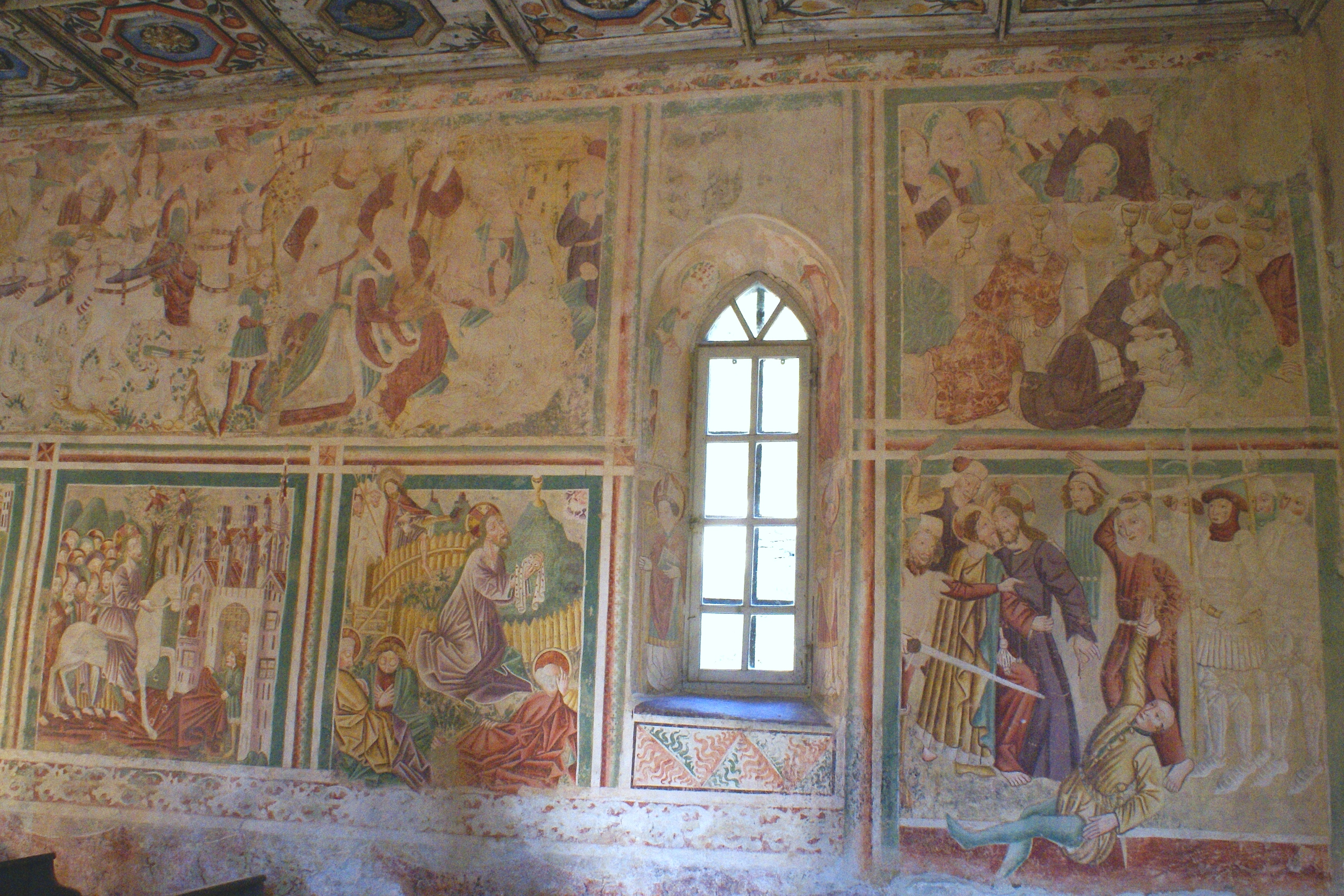
oben v. l. n. r.: Anbetung der Könige (Forts.), das letzte Abendmahl unten v. l. n. r.: Einzug in Jerusalem, Gebet auf dem Ölberg, Gefangennahme Jesu
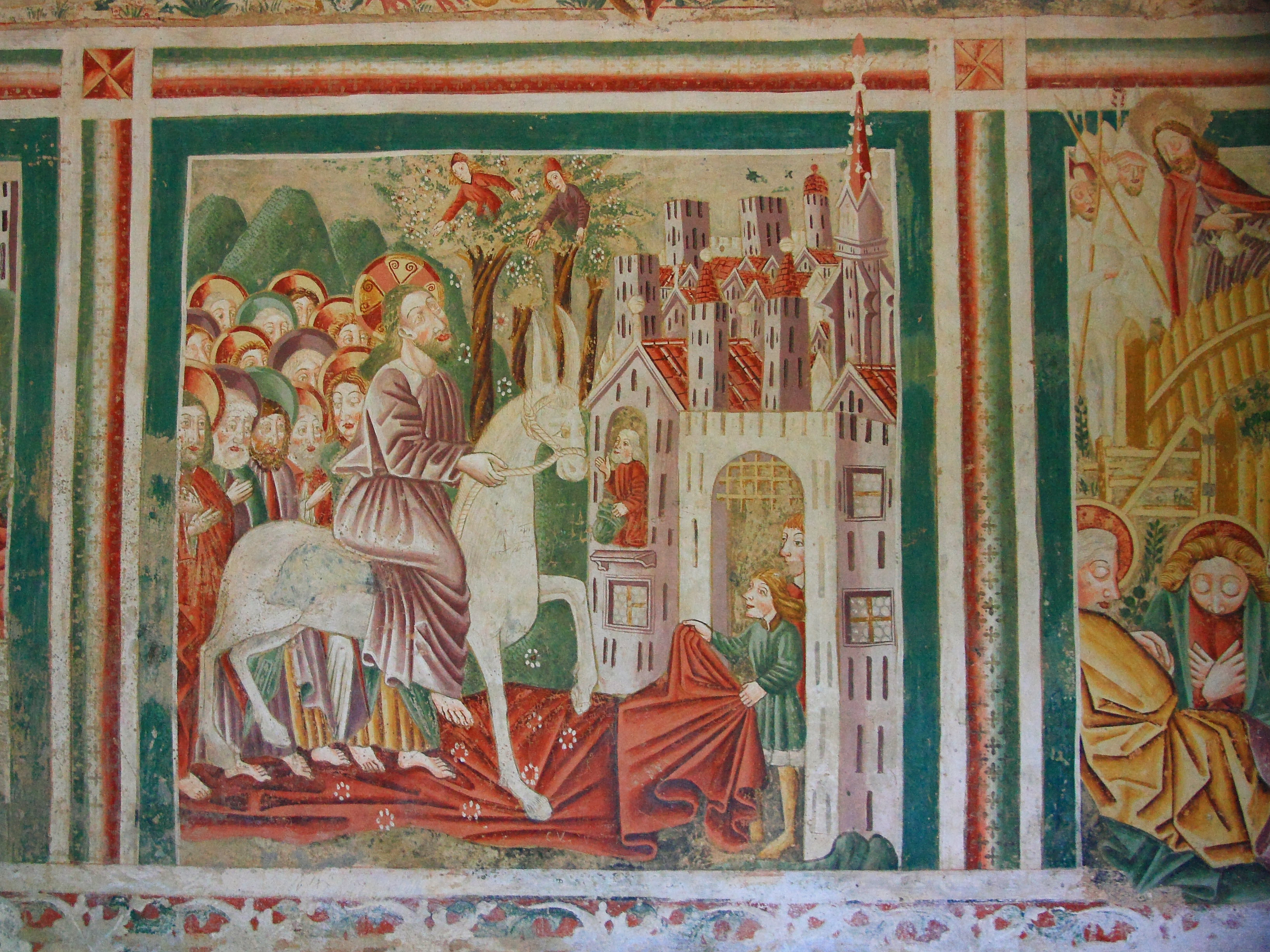
Einzug in Jerusalem

#### Westseite
Auf der Westwand wird die Endlichkeit des menschlichen Lebens in allegorischer Weise dargestellt. In der unteren Reihe befindet sich südlich des Eingangs der Sündenfall, nördlich das Rad des Lebens. Beide Fresken sind durch den Einbau von Fenstern mehr als zur Hälfte zerstört.
Darüber erstreckt sich über die gesamte Breite der Wand von sieben Metern der Totentanz. Er zeigt den Tod in Gestalt von Skeletten, die einzelne Personen aus allen Ständen mit sich führen, von links nach rechts einen Kaufmann, einen Ritter, einen Krüppel, ein Kind, einen Wirt, eine Königin, einen König, einen Bischof, einen Kardinal und einen Papst. Der Kaufmann zeigt vergeblich auf den Tisch, auf dem das Geld liegt, mit dem er sich freikaufen will. Es fehlt der Bauer als Hauptbesucher der Kirche, der vermutlich aus Aberglauben weggelassen wurde. Eines der Skelette spielt ein Saiteninstrument, ähnlich einer Mandoline, mehrere weitere spielen Blasinstrumente; eines trägt Pfeil und Bogen, ein anderes eine Sense. Auch ganz rechts steht der Tod, einen Dudelsack spielend, über einem geöffneten Grab. Der Künstler wollte zeigen, dass alle Menschen, egal aus welchem Stand, vor dem Tod gleichgestellt sind.

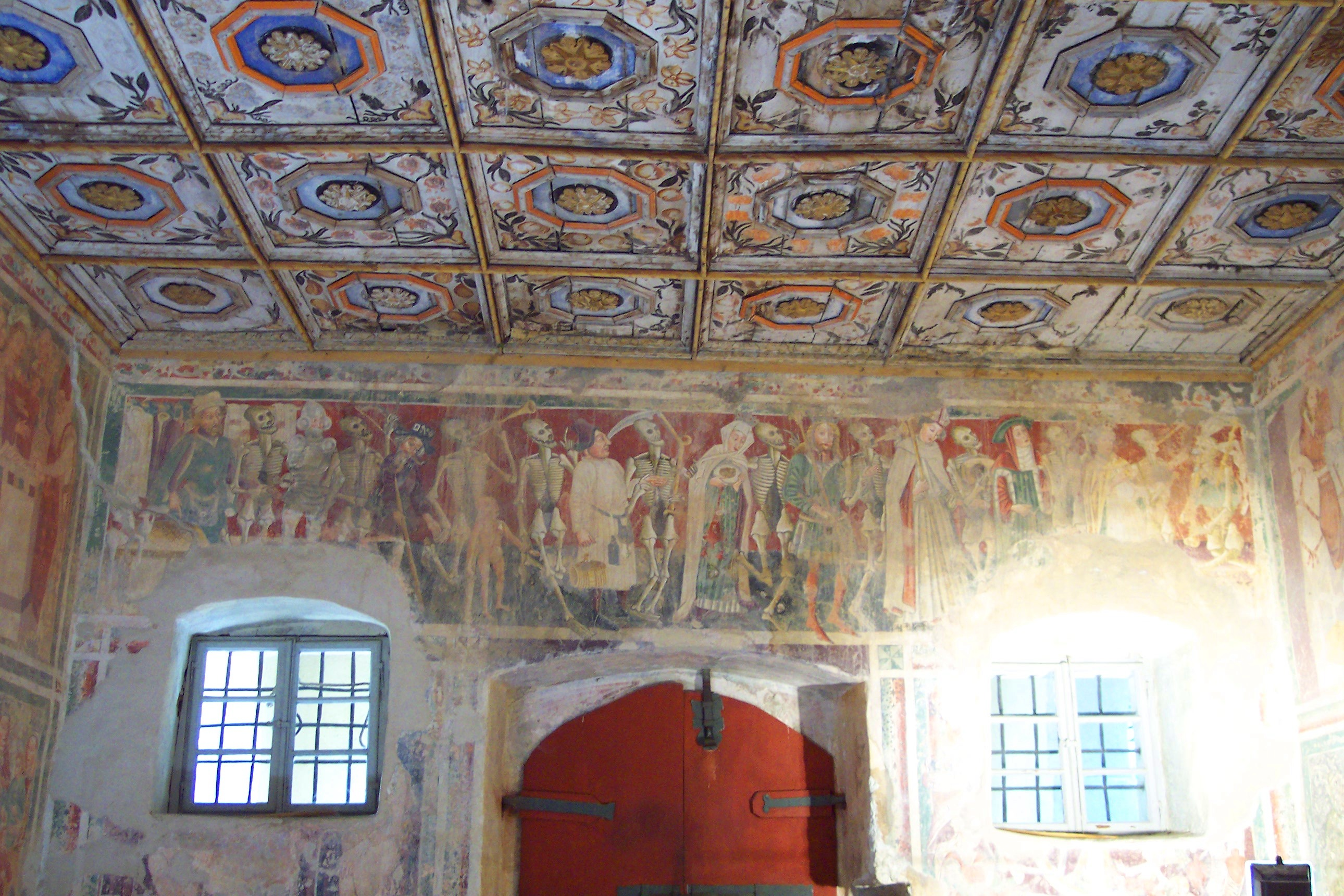
Totentanz

### Darstellungsweise
Charakteristisch für die Fresken in der Kirche Maria im Fels ist die Einfachheit und Naivität, wobei eine Verbindung zwischen der volkstümlichen Maltradition und der internationalen Kunst der Spätgotik entsteht. Zusätzlich werden mehrere Stilrichtungen und Motiv-Vorlagen in einem Zyklus vereinigt.

#### Einflüsse
Die Fresken in Beram wurden von mindestens zwei Künstlern geschaffen, was durch unterschiedliche Stilmerkmale zu erkennen ist. Diese Differenzen können allerdings auch durch die unterschiedlichen Vorlagen entstanden sein, die bei der Arbeit verwendet wurden (siehe unten). Hinzu kommt, dass die Werke bei den Restaurierungsarbeiten verändert worden sein könnten. Wahrscheinlich ist, dass Vincent die Fresken auf der Südseite geschaffen hat.
Es ist belegt, dass der Künstler des Totentanzes und des Judaskusses Vorbilder des niederländischen Malers, genannt Meister mit den Spruchbändern, nutzte; für die Geburtsszene wurden Werke des Meisters E. S. als Vorlage verwendet. Anzeichen dafür sind auch in den Bildern erkennbar, wie beispielsweise der harte Faltenwurf der Gewänder oder Fehler beim Abzeichnen.
Obwohl der Autor aus Kastav stammt, haben die Fresken in Beram friaulischen Charakter. Sie sind von deutsch-tirolisch-kärntnerischer Malerei beeinflusst. Nördliche Einflüsse lassen sich unter anderem an dem Faltenwurf des Gewandes der Maria erkennen. Italienische Merkmale sind die Darstellungsweisen der Gewänder einiger Adliger, lange parallele Falten einiger Draperien und das Motiv der Kavalkade, das besonders im italienischen Quattrocento häufig zu finden ist.

#### Stilmerkmale
Auch unterschiedliche Stilrichtungen lassen sich in den Darstellungen erkennen: Idealismus, der unter anderem im Motiv der Madonna enthalten ist, spätgotischer Naturalismus, der sich beispielsweise im blutigen Schweiß Christi in der Szene Gebet auf dem Ölberg oder in der Ermordung unschuldiger Kinder zeigt, sowie Renaissance-Realismus, der sich in Teilen des Marienzyklus, vor allem in der Szene Flucht nach Ägypten, und der Totenprozession erkennen lässt. Außerdem finden sich Ansätze der Perspektive wie die Darstellung des Pflasters in der Szene des heiligen Martin.
In nahezu allen Bildern des Freskenzyklus findet man die Methode des Anachronismus. Die dargestellten Szenen aus dem Leben Marias und Christi finden im 1. Jahrhundert nach Christus statt. Dennoch tragen bis auf Christus und die Apostel, die antik gekleidet sind, alle übrigen Personen zeitgenössische Kleidung der Spätgotik oder der Renaissance, wie es in der christlichen Kunst üblich ist. Weiterhin finden sich mittelalterliche Ritter und Architektur.
In den Gemälden findet sich kaum Raumtiefe. Mit Ausnahme der Szene des heiligen Martin spielt sich das Geschehen in einem sehr schmalen Bereich ab, wie es auch bei den Fresken der Martinskirche der Fall ist. In der Szene Flucht nach Ägypten, die eine der ruhigsten und realistischsten Darstellungen ist, wird durch drei Ebenen – im Vordergrund die Wiese mit den beiden Schweinen, dahinter die Hauptebene mit Maria und ihren Begleitern sowie im Hintergrund die Landschaft mit zwei kleinen Städten – der Eindruck von Tiefe erzeugt, was jedoch nicht vollständig gelingt.
Jedoch wird ein Bezug zur Räumlichkeit durch die scheinbare Enge in den Bildern erzeugt, in denen beispielsweise Beine, Kopfbedeckungen, Instrumente oder Gegenstände aus dem Rahmen hinausragen. In einigen Szenen befinden sich Figuren im Vordergrund innerhalb des Rahmens, während Gebäude im Hintergrund über diesen hinausragen. Auch die proportionale Verkleinerung bei entfernten Figuren ist festzustellen. Das Durchstoßen des Rahmens ist besonders in der Szene Judaskuss zu erkennen. Dadurch erhält die Darstellung einen satirischen Charakter. Der Knecht am unteren Bildrand erregt einerseits das Mitleid des Betrachters, gleichzeitig wirkt er jedoch etwas lächerlich. Diese Tatsache ist es, die das Motiv noch lebendiger wirken lässt. Außerdem entsteht ein Kontrast zwischen dem zeremoniellen Kuss und den Soldaten im Hintergrund.
In einigen Bildern finden sich Darstellungen nacheinander ablaufender Vorgänge, bei denen handelnde Personen auch mehrfach auftreten können (zeitliche bzw. räumliche Simultanität).
Die Malereien sind sehr bunt und viele mit einfachen Ornamenten versehen. Dazu gehören beispielsweise Sterne am Taghimmel oder Verzierungen auf der Kleidung, die mit Hilfe vorgefertigter Schablonen oder Stempeln angefertigt wurden.
Die Szene Anbetung der Könige ist zum einen durch ihre Größe hervorgehoben, zum anderen steht das lebensbejahende Gemälde im Kontrast zu dem Fresko des Totentanzes an der Nachbarwand links daneben, das sich ebenfalls über mehrere Felder (etwa drei) erstreckt. Die farbigen Gewänder der Reiter mit bunten Hüten und Fahnen auf weißen Pferden in einer blühenden Landschaft stehen im Gegensatz zu den düsteren Farbtönen der Totenprozession. Außerdem finden sich in dem Bild des Reiterzuges eingearbeitete Jagdmotive und Illustrationen verschiedener Tierfabeln (Der Fuchs und der Hahn, Der Fuchs und der Storch).

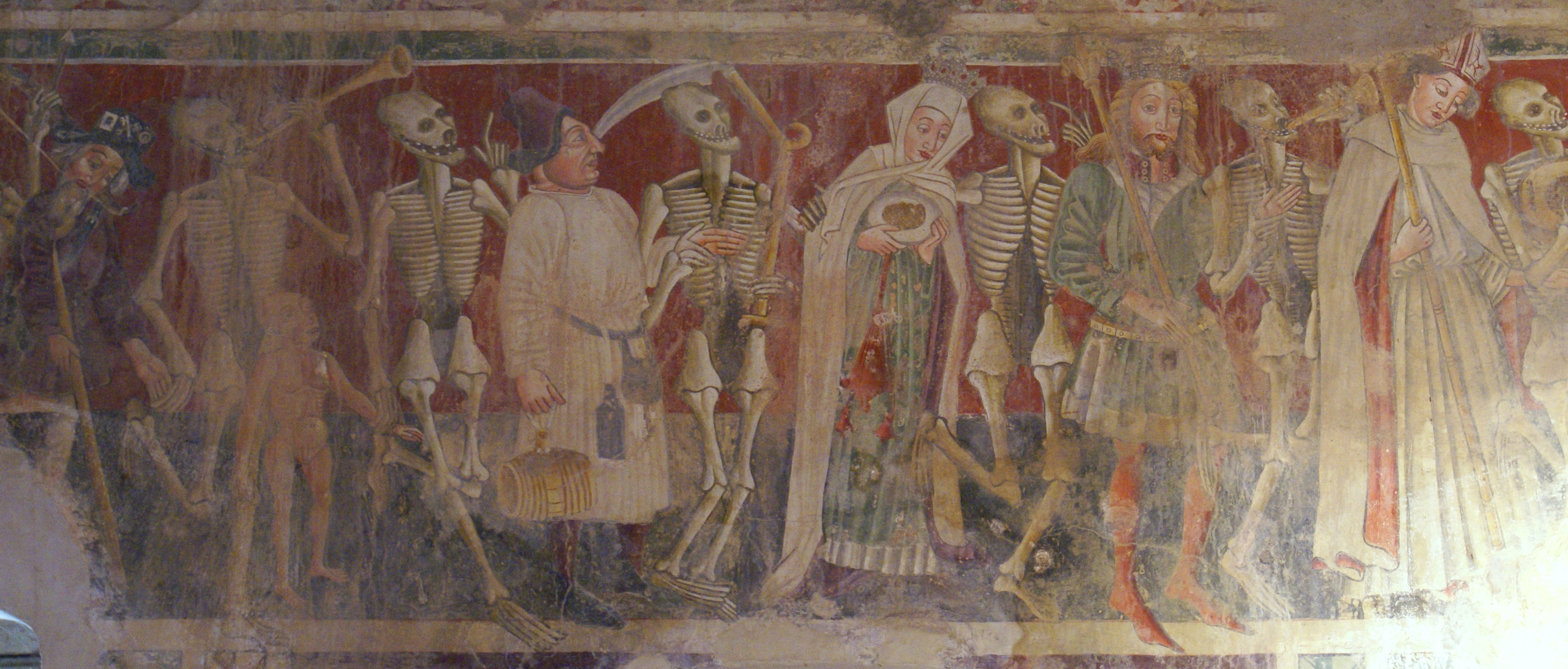
Der Totentanz an der Westseite
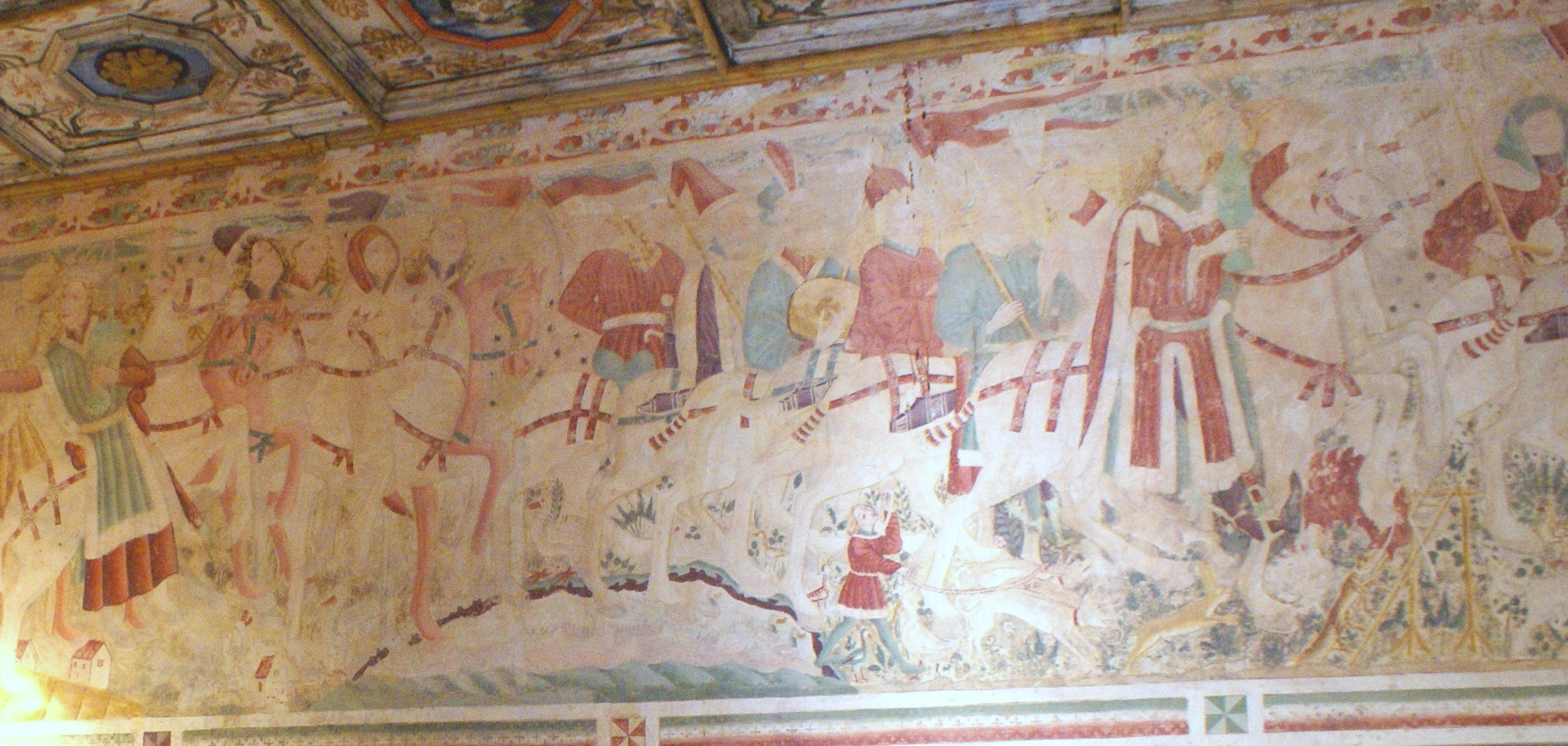
Die Anbetung der Könige an der Nordseite